# Mátyás Ránky
Mátyás Ránky (19 giugno 1944) è un ex cestista e allenatore di pallacanestro ungherese.
Era il marito di Angéla Németh.

## Carriera
Con l'Ungheria ha disputato i Campionati europei del 1965.